# 伊藤忠記念財団
公益財団法人伊藤忠記念財団（いとうちゅうきねんざいだん）は、伊藤忠商事が、青少年育成のために設立した公益法人で、青少年に関する諸般の事業を実施し心身ともに健全な青少年の育成に寄与することを目的としている。

## 概要
- 所在地：〒107-0061　東京都港区北青山2-5-1
- 設立：1974年9月30日
- 公益財団法人化：2012年1月4日
- 理事長：小林栄三（伊藤忠商事株式会社代表取締役会長）